# Olavi Mannonen

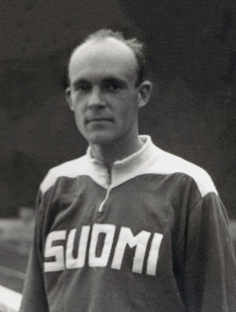

Olavi Mannonen, född 7 mars 1930 i Viborg, död 17 mars 2019 i Helsingfors, var en finländsk femkampare.
Mannonen blev olympisk silvermedaljör i modern femkamp vid sommarspelen 1956 i Melbourne.